# Distoleon substigmalis
Distoleon substigmalis is een insect uit de familie van de mierenleeuwen (Myrmeleontidae), die tot de orde netvleugeligen (Neuroptera) behoort. 
Distoleon substigmalis is voor het eerst wetenschappelijk beschreven door Navás in 1917.